# Photographs & Memories (His Greatest Hits)
Photographs & Memories (His Greatest Hits) es el primer álbum de grandes éxitos del cantautor estadounidense Jim Croce. Fue publicado en septiembre de 1974 a través de ABC Records.

## Grabación y contenido
El álbum incluye material de Croce de sus tres álbumes de estudio lanzados por el sello ABC Records. Las sesiones de grabación tuvieron lugar desde 1971 hasta 1973 en los estudios The Hit Factory, en Nueva York. Todas las canciones del álbum fueron escritas por Croce, excepto «I Got a Name» de Norman Gimbel y Charles Fox. La canción que da nombre al álbum apareció originalmente en el LP You Don't Mess Around with Jim, así como en el lado B del sencillo principal del álbum en abril de 1972. La portada interior incluye un ensayo tributario en un lado y una foto del hijo de Croce, Adrian James (A. J.), en el otro.

## Lista de canciones
Todas las canciones escritas y compuestas por Jim Croce, excepto «I Got a Name», escrita por Charles Fox y Norman Gimbel. 
| Lado uno |                                          |                                      |          |  |
| N.º      | Título                                   | Lanzamiento original                 | Duración |  |
| 1.       | «Bad, Bad Leroy Brown»                   | Life and Times, 1973                 | 3:02     |  |
| 2.       | «Operator (That's Not the Way It Feels)» | You Don't Mess Around with Jim, 1972 | 3:45     |  |
| 3.       | «Photographs and Memories»               | You Don't Mess Around with Jim, 1972 | 2:03     |  |
| 4.       | «Rapid Roy (The Stock Car Boy)»          | You Don't Mess Around with Jim, 1972 | 2:40     |  |
| 5.       | «Time in a Bottle»                       | You Don't Mess Around with Jim, 1972 | 2:24     |  |
| 6.       | «New York's Not My Home»                 | You Don't Mess Around with Jim, 1972 | 3:05     |  |
| 7.       | «Workin' at the Car Wash Blues»          | I Got a Name, 1973                   | 2:29     |  |

| Lado dos |                                         |                                      |          |  |
| N.º      | Título                                  | Lanzamiento original                 | Duración |  |
| 1.       | «I Got a Name»                          | I Got a Name, 1973                   | 3:09     |  |
| 2.       | «I'll Have to Say I Love You in a Song» | I Got a Name, 1973                   | 2:28     |  |
| 3.       | «You Don't Mess Around with Jim»        | You Don't Mess Around with Jim, 1972 | 3:00     |  |
| 4.       | «Lover's Cross»                         | I Got a Name, 1973                   | 3:02     |  |
| 5.       | «One Less Set of Footsteps»             | Life and Times, 1973                 | 2:46     |  |
| 6.       | «These Dreams»                          | Life and Times, 1973                 | 3:12     |  |
| 7.       | «Roller Derby Queen»                    | Life and Times, 1973                 | 3:28     |  |

## Posicionamiento

### Gráfica semanal
| Gráfica (1974)          | Pico de posición |
| ----------------------- | ---------------- |
| Canadá (RPM Top Albums) | 1                |

### Gráfica de fin de año
| Gráfica (1974)          | Pico de posición |
| ----------------------- | ---------------- |
| Canadá (RPM Top Albums) | 12               |

| Gráfica (1975)          | Pico de posición |
| ----------------------- | ---------------- |
| Canadá (RPM Top Albums) | 16               |

## Certificaciones y ventas
| País                                                     | Certificación | Ventas     |
| -------------------------------------------------------- | ------------- | ---------- |
| Estados Unidos (RIAA)                                    | Platino       | 1 000 000* |
| *cifras de ventas basadas únicamente en la certificación |               |            |